# Thomas Buffel

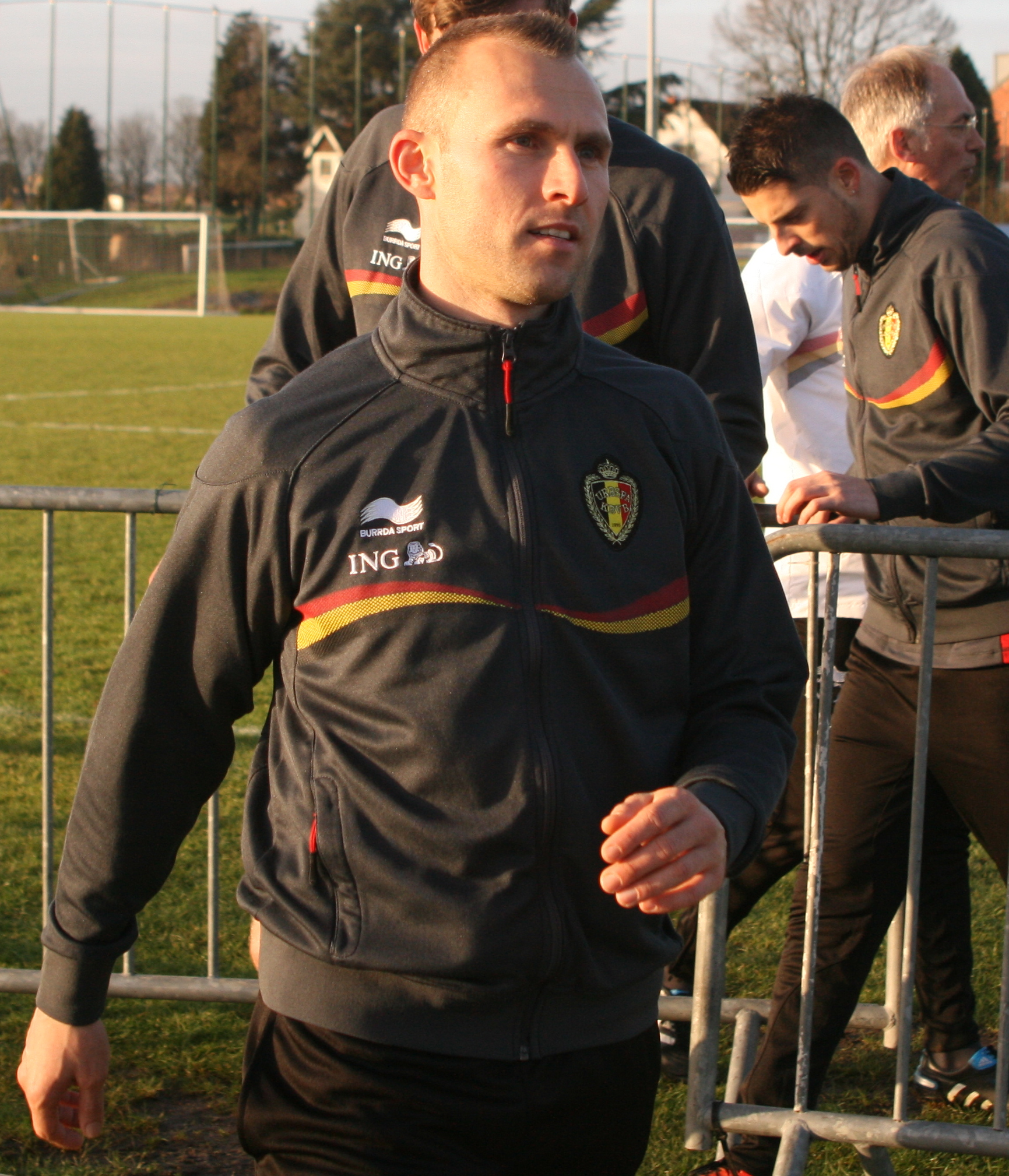
Imagem fo futebolista belga Thomas Buffel.

Thomas Buffel (nascido em Brugge, 19 de fevereiro de 1981) é um futebolista belga que atua como meio-campo.

## Carreira
Começou sua carreira no Feyenoord, onde ele ficou por 6 anos. Ele teve 89 apariações e 34 gols marcados. 3 anos depois, Buffel atuou na Seleção Belga de Futebol. Participou das Eliminatórias da Copa do Mundo FIFA de 2006 e nas Eliminatórias da Copa do Mundo FIFA de 2010, com 6 gols marcados.
Atualmente, joga no K.R.C. Genk.